# El Corral
O Corral é um restaurante colombiano o seu produto são hambúrgueres O primeiro estabelecimento foi em Bogota,Colombia e foi fundada em 1983.

## Locais
o restaurante é internacional e os países que ele é o seguinte:
- Colombia (origem)
- EEUU
- Ecuador
- Chile
- Panama

## Referencias
- sitio web official de El Corral.
- sitio web de las fiestas infantiles.
- sitio web de la radio original (radio del corral).
- Sitio web de las localizaciones de El Corral.